# Queen's Own Royal West Kent Regiment
Il Queen's Own Royal West Kent Regiment è stato un reggimento di fanteria del British Army, attivo dal 1881 al 1961. Fondato come Queen's Own (Royal West Kent Regiment) a seguito della riforma Childers, inglobava i precedenti 50th (Queen's Own) Regiment of Foot e 97th (The Earl of Ulster's) Regiment of Foot. Nel gennaio 1921 fu rinominato Royal West Kent Regiment (Queen's Own) e nell'aprile dello stesso anno ricevette il nome definitivo. Nel 1961 si unì al Buffs (Royal East Kent Regiment), andando a creare il nuovo Queen's Own Buffs, The Royal Kent Regiment.

## Storia
Il 1º battaglione prese parte alla guerra anglo-egiziana del 1882. Il 9 settembre combatté nella seconda battaglia di Kassassin, e pochi giorni dopo nella battaglia di Tell al-Kebir. In seguito, rimase due anni di stanza a Cipro, per poi essere trasferito in Sudan, dove era in corso la guerra mahdista. Qui combatté nella battaglia di Ginnis, nota per essere stata l'ultima battaglia combattuta con le vecchie uniformi, le famose giubbe rosse. In seguito, rimase in guarnigione fino allo scoppio della Grande Guerra.
Il 2º battaglione fu spedito in Sudafrica poco dopo la sua formazione, all'indomani dello scoppio della prima guerra boera. L'anno successivo fu mandato in Irlanda, e lì vi rimase fino allo scoppio della seconda guerra boera. Qui combatté solo a Biddulphsberg, assieme alle Guardie Scozzesi e alle Grenadier Guards. In seguito fu trasferito in Estremo Oriente, dove rimase fino alla Grande Guerra. Durante questo periodo fu di stanza a Ceylon, Hong Kong, Singapore e Peshawar.
Tra il 1881 e il 1913 il reggimento perse 219 uomini: 22 uccisi in azione o morti per le ferite riportate, 12 per incidenti e 185 per malattia. Un memoriale per i soldati morti in servizio è stato costruito nella Chiesa di Ognissanti di Maidstone, accanto quartier generale del reggimento.

### Prima guerra mondiale

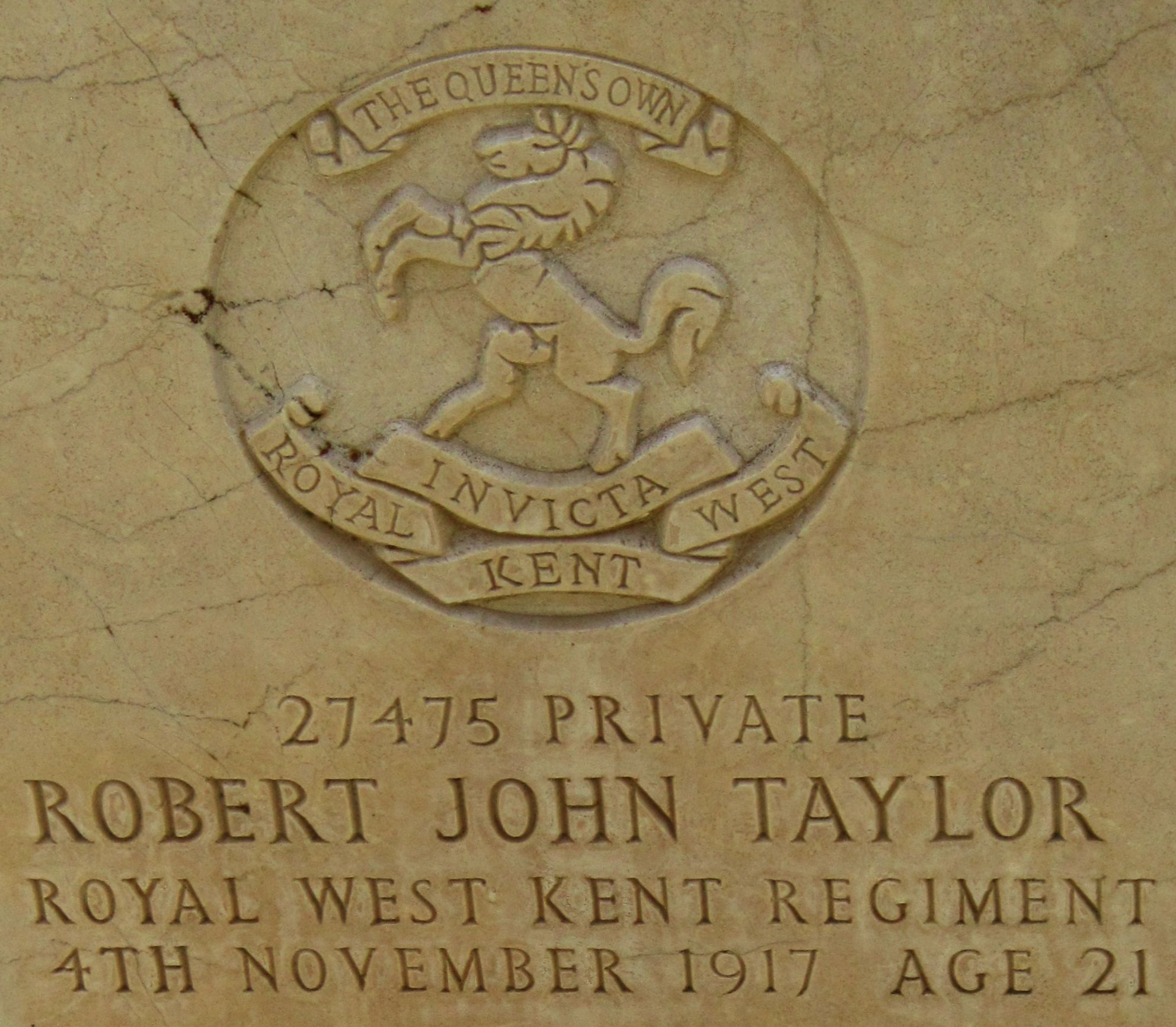
Lapide di un soldato semplice del reggimento morto nella prima guerra mondiale

Il 1º battaglione, di stanza a Dublino allo scoppio della guerra nell'agosto 1914, fu una delle prime unità ad essere trasferita in Francia, dove entrò a far parte della 5th Infantry Division. Il 23 agosto prese parte alla battaglia di Mons e tre giorni dopo a quella di Le Cateau. In ottobre il battaglione diede prova di un'eroica resistenza a Neuve-Chapelle. Fu l'unica unità a non retrocedere. Di 750 uomini solo 300, ai comandi di un tenente e di un sottotenente, sopravvissero. A parte un breve periodo, da dicembre 1917 all'aprile 1918, quando assieme alla divisione fu spostato sul fronte italiano, il 1º battaglione fu di stanza sul fronte occidentale per tutta la durata della guerra.
Il 2º battaglione fu spedito da Multan verso la Mesopotamia, via Bombay, arrivando a Bassora nel febbraio 1915, dove fu unito alla 12th Indian Brigade. Due compagnie, che erano ai comandi della 30th Brigate (parte della 6th (Poona) Division), furono catturate nell'assedio di Kut nell'aprile 1916. Le altre compagnie sono state unite alla 34th Brigade (parte della 15th Indian Division), e sono state trasferite a 17th Indian Division nell'agosto 1917. Il battaglione rimase in Mesopotamia per tutta la durata della guerra.
La maggior parte dei battaglioni territoriali passarono la guerra in turni di presidi,o in particolare in India e ed Egitto, alleviando l'impegno dei battaglioni regolari in prima linea. Tuttavia, il 2/4th Battalion prese parte alla campagna di Gallipoli e il 3/4th Battalion servì in Francia come battaglione di pionieri.